# Хазенит
Хазенит (англ. Hazenite) — водный фосфат K, Na и Mg из группы струвита. Химическая формула — KNaMg2(PO4)2·14H2O. Имеет вид радиальных срастаний из удлинённо-таблитчатых или призматических кристаллов или одиночных пластинчатых кристаллов размером до 0,06×0,12 ×х 0,40 мм. Впервые обнаружен в окрестностях озера Моно в (США).
Признан новым минералом решением комиссии международной минералогической ассоциации от 28 февраля 2008 года.
Назван в честь американского минеролога Роберта Хейзена. Встречается в виде кристаллических кластеров в остатках высохших или разложившихся водорослей на кальцитах или арагонитах. Является результатом жизнедеятельности микробов в щелочной среде озера Моно.